# Transcrição (linguística)
A transcrição no sentido linguístico é a representação sistemática da linguagem na forma escrita. A fonte pode ser enunciados (fala ou língua de sinais) ou texto preexistente em outro sistema de escrita.
A transcrição não deve ser confundida com tradução, o que significa representar o significado de um texto do idioma de origem em um idioma de destino (por exemplo, São Paulo em San Pablo) ou com transliteração, que significa representar a grafia de um texto de um script para outro.
Na disciplina acadêmica de Linguística, a transcrição é uma parte essencial das metodologias de (entre outras) fonética, análise de conversação, dialetologia e sociolinguística. Ele também desempenha um papel importante em vários subcampos da tecnologia da fala. Exemplos comuns de transcrições fora da academia são os procedimentos de uma audiência em tribunal, como um julgamento criminal (por um relator do tribunal) ou as anotações de voz gravadas por um médico (transcrição médica). Este artigo enfoca a transcrição em linguística.

## Transcrição fonética vs. ortográfica
Em termos gerais, existem duas abordagens possíveis para a transcrição linguística. A transcrição fonética se concentra nas propriedades fonéticas e fonológicas da linguagem falada. Os sistemas de transcrição fonética fornecem, portanto, regras para mapear sons ou telefones individuais em símbolos escritos. Os sistemas de transcrição ortográfica, em contraste, consistem em regras para mapear palavras faladas em formas escritas, conforme prescrito pela ortografia de um determinado idioma. A transcrição fonética opera com conjuntos de caracteres especialmente definidos, geralmente o Alfabeto Fonético Internacional.
O tipo de transcrição escolhido depende principalmente dos interesses de pesquisa perseguidos. Visto que a transcrição fonética coloca estritamente em primeiro plano a natureza fonética da linguagem, ela é mais útil para análises fonéticas ou fonológicas. A transcrição ortográfica, por outro lado, tem um componente morfológico e um lexical ao lado do componente fonético (cujo aspecto é representado em que grau depende do idioma e da ortografia em questão). É, portanto, mais conveniente onde quer que aspectos relacionados ao significado da linguagem falada sejam investigados. A transcrição fonética é sem dúvida mais sistemática no sentido científico, mas também é mais difícil de aprender, mais demorada de realizar e menos amplamente aplicável do que a transcrição ortográfica.

## Como teoria
Mapear a linguagem falada em símbolos escritos não é um processo tão direto como pode parecer à primeira vista. A linguagem escrita é uma idealização, composta por um conjunto limitado de símbolos claramente distintos e discretos. A linguagem falada, por outro lado, é um fenômeno contínuo (em oposição a discreto), feito de um número potencialmente ilimitado de componentes. Não existe um sistema predeterminado para distinguir e classificar esses componentes e, conseqüentemente, nenhuma maneira predefinida de mapear esses componentes em símbolos escritos.
A literatura é relativamente consistente em apontar a não neutralidade das práticas de transcrição. Não existe e não pode haver um sistema de transcrição neutro. O conhecimento da cultura social entra diretamente na elaboração de uma transcrição. Eles são capturados na textura da transcrição (Baker, 2005).

## Sistemas de transcrição
Os sistemas de transcrição são conjuntos de regras que definem como a linguagem falada deve ser representada em símbolos escritos. A maioria dos sistemas de transcrição fonética é baseada no Alfabeto Fonético Internacional ou, especialmente na tecnologia da fala, em seu derivado SAMPA. Exemplos de sistemas de transcrição ortográfica (todos do campo da análise de conversação ou campos relacionados) são:

### CA (análise de conversação)
Indiscutivelmente o primeiro sistema desse tipo, originalmente esboçado em (Sacks et al. 1978), mais tarde adaptado para uso em corpora legível por computador como CA-CHAT por (MacWhinney 2000). O próprio campo da Análise de Conversação inclui uma série de abordagens distintas para a transcrição e conjuntos de convenções de transcrição. Isso inclui, entre outros, Jefferson Notation. Para analisar a conversa, os dados gravados são normalmente transcritos para uma forma escrita que é agradável para os analistas. Existem duas abordagens comuns. A primeira, chamada de transcrição restrita, captura os detalhes da interação conversacional, como quais palavras específicas são enfatizadas, quais palavras são faladas com volume aumentado, pontos em que os turnos da fala se sobrepõem, como palavras específicas são articuladas e assim por diante. Se esse detalhe for menos importante, talvez porque o analista esteja mais preocupado com a estrutura geral geral da conversa ou a distribuição relativa de turnos de conversa entre os participantes, um segundo tipo de transcrição conhecido como transcrição ampla pode ser suficiente (Williamson, 2009).

#### Jefferson Notation
O Jefferson Notation System é um conjunto de símbolos, desenvolvido por Gail Jefferson, que é usado para transcrever conversas. Tendo tido alguma experiência anterior em transcrever quando foi contratada em 1963 como escriturária-dactilógrafa no Departamento de Saúde Pública da UCLA para transcrever sessões de treinamento de sensibilidade para guardas prisionais, Jefferson começou a transcrever algumas das gravações que serviram como materiais a partir dos quais Harvey As primeiras palestras de Sacks foram desenvolvidas. Ao longo de quatro décadas, na maioria das quais ela não ocupou nenhum cargo universitário e não foi assalariada, a pesquisa de Jefferson sobre a conversa na interação estabeleceu o padrão para o que ficou conhecido como Análise da Conversação (CA). Seu trabalho influenciou muito o estudo sociológico da interação, mas também outras disciplinas, especialmente linguística, comunicação e antropologia. Esse sistema é empregado universalmente por aqueles que trabalham da perspectiva da CA e é considerado um conjunto quase globalizado de instruções para transcrição.

### DT (transcrição do discurso)
Um sistema descrito em (DuBois et al. 1992), usado para a transcrição do Santa Bárbara Corpus de Spoken American English (SBCSAE), posteriormente desenvolvido em DT2.

### GAT (Gesprächsanalytisches Transkriptionssystem — Conversation Analytic transcription system)
Um sistema descrito em (Selting et al. 1998), posteriormente desenvolvido em GAT2 (Selting et al. 2009), amplamente utilizado em países de língua alemã para análise de conversação orientada prosodicamente e linguística interacional

### HIAT (Halbinterpretative Arbeitstranskriptionen — Semiinterpretative Working Transcriptions)
Indiscutivelmente o primeiro sistema de seu tipo, originalmente descrito em (Ehlich e Rehbein 1976) — ver (Ehlich 1992) para uma referência em inglês — adaptado para o uso em corpora legível por computador como (Rehbein et al. 2004), e amplamente utilizado em pragmática.

## Programas
A transcrição era originalmente um processo realizado manualmente, ou seja, com lápis e papel, usando uma gravação analógica de som armazenada, por exemplo, em um cassete compacto. Hoje em dia, a maior parte da transcrição é feita em computadores. As gravações são geralmente arquivos de áudio ou vídeo digital e as transcrições são documentos eletrônicos. Existe um software de computador especializado para auxiliar o transcritor na criação eficiente de uma transcrição digital a partir de uma gravação digital.
Dois tipos de software de transcrição podem ser usados para auxiliar o processo de transcrição: um que facilita a transcrição manual e o outro a transcrição automática. Para os primeiros, o trabalho ainda é feito em grande parte por um transcritor humano que escuta uma gravação e digita o que é ouvido em um computador, e esse tipo de software costuma ser um reprodutor multimídia com funcionalidades como reprodução ou mudança de velocidade. Para este último, a transcrição automática é realizada por um mecanismo de voz em texto, que converte arquivos de áudio ou vídeo em texto eletrônico. Alguns dos softwares também incluem a função de anotação.